# Aleksandra Zmierczak
Aleksandra Zmierczak (ur. 22 maja 2001) – polska koszykarka, występująca na pozycjach rzucającej lub niskiej skrzydłowej, obecnie zawodniczka KS Basketu 25 Ekstraklasa Sp. z o.o. Bydgoszcz.

## Osiągnięcia
Stan na 2 kwietnia 2023, na podstawie, o ile nie zaznaczono inaczej.

### Drużynowe
Seniorskie
- Uczestniczka międzynarodowych rozgrywek Eurocup (2022)

Młodzieżowe
- Wicemistrzyni Polski juniorek (2019)[2]